# The Amazing Mr. X
The Amazing Mr. X (ook bekend onder de titel The Spiritualist) is een Amerikaanse film noir-thriller uit 1948. De regie is van Bernard Vorhaus. Turhan Bey speelt het medium Mr. X.

## Rolverdeling
| Acteur          | Personage         |
| --------------- | ----------------- |
| Turhan Bey      | Alexis            |
| Lynn Bari       | Christine Faber   |
| Cathy O'Donnell | Janet Burke       |
| Richard Carlson | Martin Abbott     |
| Donald Curtis   | Paul Faber        |
| Virginia Gregg  | Emily             |
| Harry Mendoza   | Detective Hoffman |